# Cordillera de Darwin
Cordillera de Darwin är en bergskedja i Chile.   Den ligger i regionen Región de Atacama, i den nordöstra delen av landet, 700 km norr om huvudstaden Santiago de Chile.
Cordillera de Darwin sträcker sig 25,3 km i sydvästlig-nordostlig riktning. Den högsta toppen är Nevado Jotabeche, 5 866 meter över havet.
Topografiskt ingår följande toppar i Cordillera de Darwin:
- Aguas Blancas
- Cerro de la Gallina
- Nevado Jotabeche

Trakten runt Cordillera de Darwin är ofruktbar med lite eller ingen växtlighet. Trakten runt Cordillera de Darwin är nära nog obefolkad, med mindre än två invånare per kvadratkilometer.